# Anneux
Anneux település Franciaországban, Nord megyében. Lakosainak száma 256 fő (2022. január 1.). Anneux Bourlon, Cantaing-sur-Escaut, Fontaine-Notre-Dame és Graincourt-lès-Havrincourt községekkel határos.

## Népesség
A település népességének változása:
| Lakosok száma | 269  | 279  | 283  | 272  | 266  | 259  | 257  | 260  | 256  |
|               | 2013 | 2015 | 2016 | 2017 | 2018 | 2019 | 2020 | 2021 | 2022 |